# حارية مصرية
حارية مصرية أو حارية الأهرام (الاسم العلمي: Echis  pyramidum) (بالإنجليزية: Egyptian Saw-scaled Viper, North-East African Carpet Viper)‏ هي نوع من الثعابين تتبع جنس الحارية من فصيلة الأفعويات.
يتراوح متوسط الطول الإجمالي (الجسم + الذيل) بين 30 و60 سم (12 و24 بوصة)، ويبلغ أقصى طول إجمالي له 85 سم (33 بوصة) (وربما أكثر بقليل).
تتواجد في شمال شرق أفريقيا في شمال مصر، ووسط السودان، وإريتريا، وإثيوبيا، وجيبوتي، والصومال، وشمال كينيا. كما توجد مجموعات متفرقة في جنوب غرب شبه الجزيرة العربية، في غرب المملكة العربية السعودية (جنوب خط العرض 18)، واليمن، وجنوب اليمن (حضرموت)، وعُمان.